# قماش مموج
القماش المُمَوَّج ويسمى بالتونسية القرماسود ويسمى في المشرق العربي بالموري أو الكرمسوت. و هو نسيج من الحرير والقطن يكون في أغلب الأحيان أحادي اللّون، يبدو حين تعرّضه للضوء كأنّ به تموّجات، تُخاط به الجبة التونسية و يتمّ استراده من الهند و من بعض بلدان المشرق مثل الشام ومصر.